# اشتبین
روستای اشتبین مربوط به دوره صفوی است و در شهرستان جلفا، کناررود خانه ارس، روستای اشبتین واقع شده‌است.

## موقعیت جغرافیایی
روستای پلکانی اشتبین، از توابع بخش سیه‌رود و دهستان نوجه‌مهر شهرستان جلفا است و از مجموعه سه آبادی به نام‌های هراس، سیاوشان و جعفرآباد تشکیل شده‌است که پس از گذر از جلفا، روستای سیه رود، نوردوز، کردشت از سه راهی هراس به روستای اشتبین وارد می‌شوند و فاصله روستا از جاده اصلی و مرزی سیه رود-خداآفرین حدود ۷ کیلومتر می‌باشد و راه ارتباطی روستای اشتبین با اطراف، از طریق جاده ایست که از سمت مرز نوردوز و کردشت به طرف روستا می‌آید.

## وجه تسمیه
برخی از کارشناسان دربارهٔ علت نام‌گذاری این روستا به اشتبین می‌گویند، این روستا از ترکیب سه روستای همجوار به نام‌های «هراس»، «جعفرآباد» و «سیاوشان» تشکیل شده و از این رو «اوشتبین» مرکب از دو کلمه «اوش» به معنی عدد سه و «تبین» به معنی طایفه در زبان طالشی و تاتی تشکیل گردیده‌است و همچنین اکثریت مردم این روستا علت نامگذاری روستا را قرارگیری آن در میان سه کوه بلند می‌دانند، نام روستا از ترکیب دو کلمه «اوش» به معنی عدد سه و «بیین» به معنی میان گرفته شده‌است

## معماری روستا
روستای اشتبین که همچون نگینی سرسبز و زیبا می‌باشد، به دلیل شیب تند کوه، دارای خانه‌هایی با معماری پلکانی است به طوری که حیاط یک خانه سقف خانه‌ای دیگر می‌باشد و خانه‌های قدیمی این روستا به شیوه معماری دوره صفویه و قاجاریه ایجاد گشته‌است.
نرده‌ها، سرستونهای منقش، ارسی‌ها و پنجره‌ها همه آثاری هنری هستند و تزئینات در شکل‌گیری معماری زیبای این روستا نقش بسیار مهمی دارد.

## خانه سلمانزاده
خانه سلمانزاده از خانه‌های قدیمی داخل روستا می‌باشد که با توجه به کتیبه موجود در سردر بنا، قدمت این خانه به دوره صفوی و سال ۹۷۷ هجری قمری می‌رسد که به نام آخرین مالک آن سلمانزاده نامیده می‌شود و دارای ۳۰۵ مترمربع مساحت می‌باشد که چندین کتیبه به خط ثلث مربوط به زمان شاه طهماسب صفوی، گورستان قدیمی، کتیبه‌های مرمرین مربوط به قرن‌های نهم و دهم هجری و مقبره حکیم ابولقاسم نباتی حکایت از پیشینه تاریخی و فرهنگی این روستای تاریخی دارد.

## ثبت ملی
این اثر در تاریخ ۱۷ خرداد ۱۳۷۹ با شمارهٔ ثبت ۲۶۹۲ به‌عنوان یکی از آثار ملی ایران به ثبت رسیده‌است.